# Доннелли, Рут (актриса)
Рут Доннелли (англ. Ruth Donnelly, 17 мая 1896, Трентон — 17 ноября 1982, Нью-Йорк, Нью-Йорк) — американская актриса.

## Биография
Родилась в Трентоне в семье мэра города. Впервые на киноэкранах она появилась в 1914 году, исполним несколько ролей в немых короткометражках. С 1917 года актриса стала играть на Бродвее, где в последующие годы она добилась значительного успеха благодаря участием в ряде популярных постановок. В 1927 году Доннелли вернулась на большой экран, где за последующие годы снялась более чем в восьмидесяти картинах, среди которых «Парад в огнях рампы» (1933), «Мистер Дидс переезжает в город» и «Кейн и Мейбл» (1936), «Мистер Смит едет в Вашингтон» (1939), «Колокола Святой Марии» (1945), «Змеиная яма» (1948), «Там, где кончается тротуар» (1950) и «Осенние листья» (1956). В 1950-е годы актриса стала работать на телевидении, где в 1965 году сыграла свою последнюю роль в сериале «Медсестры».
В 1932 году актриса вышла замуж за Бэзила де Гишара, с которым была вместе до его смерти в 1958 году. Последние годы своей жизни Рут Доннелли провела на Манхэттене в отеле «Веллингтон», где в 1982 году скончалась в возрасте 86 лет.